# Ingrid Olava
Pour les articles homonymes, voir Eriksen.
Ingrid Olava (de son vrai nom Ingrid Olava Brænd Eriksen) est une auteur-compositeur-interprète norvégienne, née en 1981.

## Carrière
Avant de se lancer dans une carrière de soliste, Ingrid Olava a chanté dans les chœurs avec le groupe Madrugada.
Elle a également joué dans le film norvégien Oslo, 31 août sorti en 2011 au cinéma,,.

## Discographie

### Album
- Juliet's Wishes [CD], [LP], 2008.
- The Guest [CD], [LP], 2010
- Summer House Universal, [CD], [LP], 2013

### Singles
- It Only Just Begun, 2007.

## Filmographie
- 2012 : Oslo, 31 août de Joachim Trier
- 2012 : Lylihammer saison 01 épisode 08